# Eric Pettersson (biografägare)
Eric Albert Pettersson, född 29 april 1897 i Stockholm, död 2 september 1981 i Adolf Fredriks församling i Stockholm, var en svensk biografägare.
Eric Pettersson var son till arbetaren August Verner Pettersson. Han blev 1911 reservmaskinist vid Vanadisbiografen i Stockholm med arbete kvällstid, samtidigt som han arbetade butiksbiträde under dagtid. 1916 anställdes Pettersson som filmuthyrare vid det nygrundade Skandinavisk Filmcentral. Där kom han att utföra olika sysslor, innan han 1919 lämnade bolaget för att delta vid grundandet av Biografiaktiebolaget Rialto. Han var 1919–1921 ledamot av bolagets styrelse. Efter att bolaget gått i konkurs var hade Pettersson olika kortare anställningar vid olika filmdistributionsbolag, bland annat AB Amerikanska Filmkompaniet och Filmaktiebolaget Liberty. 1925 anställdes han vid Paramounts filial i Stockholm, arbetade en tid som programchef vid svärfadern John A. Bergendahls biografkoncern och knöts sedan ljudfilmen slagit igenom till Paramounts svenska inspelningsstudio i Joinville, Paris. Verksamheten upphörde dock sedan ljudinspelningsverksamhet etablerat sig i Sverige, och Pettersson gick i stället över till Nordisk Tonefilm i Köpenhamn, där han arbetade som producent 1931-1935. Han var under denna tid bosatt i Malmö och samtidigt verksam som biografföreståndare, bland annat för Palladium. 1935 anställdes Pettersson av Svensk filmindustri som föreståndare för biografen Spegeln. 1937 lämnade han dock arbetet för att i stället arbeta för distributionsbolaget AB Film. Pettersson blev 1938 ledamot av styrelsen för Sveriges biografägareförbund och var 1941–1964 VD och 1964–1969 ordförande i förbundet. Han var från 1941 redaktör och ansvarig utgivare för tidningen Biografägaren. Pettersson var från 1963 ledamot av styrelsen för Svenska Filminstitutet och ledamot av styrelsen för Filmhistoriska samlingarna. Han är begravd på Skogskyrkogården i Stockholm.

## Utmärkelser
- Riddartecknet av I klass av Finlands Vita Ros’ orden,  1971[2]

[Redigera Wikidata]